# Juha Suominen
Juha Harry Kalevi Suominen (n. 1 noiembrie 1953, Pori, Turku and Pori Province⁠(d), Finlanda – d. 24 iunie 2020, Pori, Satakunta, Finlanda) a fost un cântăreț finlandez, specializat în interpretarea cântecelor rusești și în alte limbi slave.